# باشگاه فوتبال گلوسوپ نورث اند
باشگاه فوتبال گلوسوپ نورث اند (به انگلیسی: Glossop North End Association Football Club) یک باشگاه فوتبال در شهر گلاسوپ، کشور انگلستان است که در سال ۱۸۸۶ میلادی تأسیس شده‌است.